# Manuel Fernando Zurita
Manuel Fernando Zurita (n. en ? en Nicaragua – m. en ?) fue Presidente de Nicaragua en 1950.
Zurita posteriormente sirvió en la Cámara de Diputados de Nicaragua. Estaba en ese cargo al momento de la muerte de Anastasio Somoza García en 1956 y fue representante del Congreso Nacional en el funeral  de este. En 1958 Zurita fue nombrado Embajador de Nicaragua en España.